# Alexander Žabka
Alexander Žabka (4. června 1925, Banská Bystrica – 26. srpna 2000, Bratislava) byl slovenský geolog.

## Životopis
Absolvoval gymnázium a Obchodní akademii v Banské Bystrici (1946). Jednalo se o řídícího pracovníka výzkumu ložisek cementárenských a nerostných surovin v různých státech světa.
Vykonal průzkum surovin výroby bílého cementu na Slovensku. Je autorem zprávy „Možnosti výstavby cementárne v širšom okolí Banskej Bystrice“ (česky Možnosti výstavby cementárny v širším okolí Banské Bystrice) (1950). Autor zprávy Základní geologický výskum ložiska cementárenských surovin Banská Bystrica (1958). Jeho práce, závěrečné zprávy a posudky jsou uloženy v genofondu GS SR v Bratislavě. Byl také členem expertních a odborných komisí.